# NISI MASA
NISI MASA ist ein europäisches Netzwerk zur Förderung des jungen Films, das sich aus verschiedenen Vereinen und Organisationen in ganz Europa zusammensetzt. In den meisten Ländern gibt es eine Mitgliedsorganisation, beispielsweise handelt es sich in Deutschland dabei um die Münchner Filmwerkstatt.
NISI MASA ist eine gemeinnützige Organisation, die unter anderem von der Europäischen Union (Youth, Civil Society & MEDIA Programmes), dem Europäischen Rat, der European Cultural Foundation, der Allianz Kulturstiftung, der 'Fondation de France' und vom französischen "Ministère de la Santé, de la Jeunesse, des Sports et de la Vie associative" (Ministerium für Gesundheit, Jugend, Sport und Vereinsleben) gefördert wird.

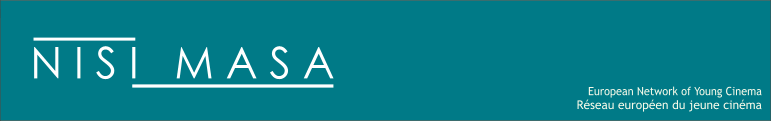
Das Logo von NISI MASA

Hauptziele sind das Entdecken neuer Filmtalente, die Förderung interkultureller, audiovisueller Projekte und das Schaffen einer Diskussionsplattform für junge, europäische Filmschaffende, an der diese auch selber mitarbeiten können. Ein generelles Ziel ist zudem die Förderung der europäischen Identität durch Kino und Film.
Die Organisation unterhält eine Vielzahl verschiedener Projekte, wie beispielsweise einen europäischen Kurzfilmwettbewerb, verschiedene Film- und Drehbuchworkshops, Filmvorführungen, filmbezogene Konferenzen und Seminare, sowie die Publikation verschiedener Schriften von Büchern und Broschüren bis zum monatlichen Newsletter 'Mas y Mas'. Immer wieder tritt NISI MASA bei Filmfestivals durch ein tägliches Magazin namens 'Nisimazine' in Erscheinung, in der Vergangenheit war dies bereits bei den Festivals in Cannes, Helsinki, Alba, Turin, Amsterdam, Teheran und Kars der Fall.
Jedes Projekt wird dabei von einem oder mehreren nationalen Mitgliedsvereinen mitorganisiert. Alle Aktivitäten des Netzwerks werden von einem zentralen Europäischen Sekretariat in Paris koordiniert.

## Entstehung
Die Organisation wurde 2001 von drei Freunden gegründet, die eine europaweite Plattform zur innereuropäischen Kooperation zwischen jungen Filmmachern schaffen wollten. Heute gibt es 28 Mitgliedsorganisationen in 26 Ländern, die sich nicht mehr nur auf die EU beschränken, sondern auch in den Anrainer-Staaten zu finden sind (Kosovo, Kroatien, Mazedonien, Türkei, Russland).
Der Name bezieht sich auf den Film 8 ½ von Federico Fellini, in dem Marcello Mastroianni mehrmals den Satz Asa Nisi Masa wiederholt. Bei der Namenswahl spielt also sowohl der Film, ein wichtiger europäischer Filmklassiker, als auch der Satz (Asa Nisi Masa), eine Art Zauberformel, die an keine bestimmte, existierende Sprache gebunden ist, eine wichtige Rolle: beide sollen den filmischen und interkulturellen Geist des Netzwerks widerspiegeln.

## Haupttätigkeiten
Im Mittelpunkt der Tätigkeiten stehen audiovisuelle Projekte, bei denen der interkulturelle Austausch eine zentrale Funktion einnimmt. Die Workshops und Treffen finden dabei über das ganze Jahr verteilt in der EU und in den Anrainerstaaten statt, oft handelt es sich um Kooperationen mit Filmfestivals.

### Europäischer Drehbuchwettbewerb für Kurzfilme
Ein zentrales Ziel ist die Entdeckung neuer Filmtalente. Aus diesem Grund wird seit 2002 ein jährlicher europäischer Drehbuchwettbewerb veranstaltet. Junge Leute zwischen 18 und 28 aus einem der Mitgliedsländer können ihre Drehbücher einreichen, die dann zunächst national bewertet und selektiert werden. In einem zweiten Schritt entscheidet eine europäische Jury, bestehend aus den NISI-MASA-Mitgliedsländern, über die Gewinner. Das Thema des Wettbewerbs ändert sich jedes Jahr; im Jahr 2008 wurden Drehbücher zum Thema „escape“ (Flucht) entgegengenommen. Seit 2002 haben bereits tausende Jugendliche an dem Wettbewerb teilgenommen und ein Dutzend Kurzfilme wurden mit der Unterstützung NISI MASAs produziert.

### Film- und Drehbuchworkshops
Eine weitere wichtige Aufgabe NISI MASAs ist die Entwicklung und Weiterführung transkultureller und audiovisueller Projekte. Ein gängiges Beispiel sind Drehbuch-Workshops, bei denen Teilnehmer aus ganz Europa miteinander ihre Drehbücher diskutieren, sie (wenn nötig) umformulieren und nebenbei lernen, ihre Ideen auch auf dieser interkulturellen, europäischen Ebene durchzusetzen. Dabei werden sie von internationalen Tutoren unterstützt, die ihnen einzeln oder in der Gruppe ein Feedback auf ihr Drehbuch geben und Brainstormings mit ihnen durchführen. Ein zentraler Aspekt der Seminare ist vor allem die interkulturelle Zusammenarbeit, da die Jugendlichen in kurzen, aber intensiven Perioden zusammenkommen und sich auch mit ihren unterschiedlichen kulturellen Hintergründen auseinandersetzen müssen. Ein Großteil der kürzlich stattfindenden Workshops hat sich auch mit dem Ort des Seminars an sich beschäftigt: so entstanden 2006 in 20 Pariser Stadtvierteln zwanzig Kurzfilme (20 Visions of Paris) und in Budapest standen die öffentlichen Plätze im Zentrum des Geschehens (Budapest Squares).

#### Einige Beispiele der kürzlich stattfindenden Film- und Drehbuchworkshops
- Visions of Istanbul: Im April 2007 kamen Jugendliche aus ganz Europa nach Istanbul, um die Stadt, die am Scheideweg der Zivilisationen liegt, auf ihre Weise zu entdecken und zu filmen. Ziel war es, ein tieferes Verständnis für die türkische Kultur und ihre Bräuche zu bekommen. Anschließend wurden die dabei entstandenen Filme während des International Istanbul Film Festival gezeigt.

- Snow Workshop: In Anlehnung an den Roman Schnee des türkischen Schriftstellers und Nobelpreisträgers Orhan Pamuk fand im November 2007 ein weiterer Filmworkshop in der Türkei statt. Der Roman Schnee spielt in Kars, einer Stadt im Nordosten des Landes, die den Schriftsteller sehr inspiriert hat. Die zehn Teilnehmer des Workshops haben aus diesem Grund zunächst den Roman gelesen, um dann zu beobachten, wie das Buch ihre Wahrnehmung der Stadt beeinflusst und wie sich dieses auf ihre vor Ort entstehenden Kurzfilme auswirkt. Der Workshop wurde in Kooperation mit dem 13. Festival of European Films on Wheels veranstaltet, das im Anschluss an den Workshop die Kurzfilme aufführte.

- Cine-Train: Im September 2008 werden sich 18 junge Filmemacher auf eine Reise mit der Transsibirischen Eisenbahn von Moskau nach Wladiwostok begeben. Dabei werden sie sich einer einzigartigen Arbeitsmethode bedienen, die in den 1930er Jahren von russischen Dokumentarfilmern entwickelt worden ist. Unter der Leitung von Alexander Iwanowitsch Medwedkin sind diese damals in eigens dafür ausgestatteten Waggons durch die Sowjetunion gefahren. 80 Jahre später werden sich Kamerateams auf die 9302 km lange Reise machen und dabei fortwährend folgende Frage untersuchen: 'Haben wir grade die europäische Grenze überquert?' Die auf der Reise entstehenden Filme werden auf dem anschließend stattfindenden sechsten Vladivostok International Film Festival präsentiert.

- Script&Pitch (Drehbuchentwicklung und -anpreisung): Dieser Workshop existiert seit 2005 und wird in Kollaboration mit der italienischen Scuola Holden in Turin durchgeführt. Es handelt sich um einen fortgeschrittenen Workshop für Drehbuchautoren und Story Editors (Drehbuchbegleiter oder Autorenredakteure) für Kino- und Fernsehproduktionen. 2008 nehmen 20 Teilnehmer (16 Drehbuchautoren und vier „Story editors“) an dem gesamten Drehbuchprozess teil: von der Ideenentwicklung und Strukturierung des vorliegenden Materials, über einen ersten und zweiten Drehbuchentwurf (SCRIPT) bis hin zur finalen verbalen (oder audiovisuellen) Anpreisung der Filmidee vor eingeladenen Produzenten, Agenten und Einkäufern, die den Film finanziell unterstützen könnten (PITCH).

- European Short Pitch: Dieser Workshop ist die Fortführung eines anderen Seminars, an dem die jeweiligen Gewinner des Europäischen Drehbuchwettbewerbs seit 2004 teilnehmen. Es handelt sich um einen fünftägigen Drehbuchworkshop in Moulin d’Ande in der Normandie, während dessen 25 Jugendliche ihre Drehbücher diskutieren und mit der Unterstützung von professionellen Tutoren weiterentwickeln. Die fertigen Filmideen wurden anschließend während des renommierten Kurzfilmfestivals Festival du Court-Métrage de Clermont-Ferrand einer Gruppe von eingeladenen Produzenten, Chefredakteuren und Vertriebsleuten präsentiert (PITCH). Das Ziel ist die Begleitung und die Produktion europäischer Kurzfilme von Beginn an.

### Publikationen
'Mas y Mas’ ist ein monatlicher Newsletter, der sich mit Trends im europäischen Film beschäftigt. In jeder Ausgabe wird ein anderes NISI-MASA-Mitglied sowie eine NISI-MASA-Mitgliedsorganisation vorgestellt. Darüber hinaus enthält es aktuelle Informationen über laufende Wettbewerbe, Workshops etc. NISI MASA hat außerdem verschiedene täglich erscheinende Magazine während einiger Filmfestivals gedruckt und online vertrieben. Diese Magazine entstehen im Rahmen von Filmjournalismus-Workshops, an denen Jugendliche aus ganz Europa teilnehmen:
- Internationale Filmfestspiele von Cannes, Frankreich (Mai 2006/2007/2008/2009/2010)
- Torino Film Festival, Italien (November 2007/2008)
- DocPoint – Helsinki Documentary Film Festival, Finnland (Januar 2008)
- Alba International Film Festival, Italien (März 2008/2009)
- Cinéma Verité – Iran Documentary Film Festival, Teheran (Oktober 2008)
- IDFA – International Documentary Film Festival Amsterdam, Niederlande (November 2008)
- Festival of European Films on Wheels, Kars, Türkei (November 2008)

- Balkans Identities, Balkan Cinemas: Dieses Buch wurde im Anschluss an ein Jugendseminar herausgegeben, das in Kooperation mit Art Group Haide im März 2006 in Blagoevgrad, Bulgarien stattfand. Insgesamt nahmen 25 Jugendliche aus acht Balkanstaaten und einigen anderen europäischen Staaten an dem eine Woche dauernden Seminar teil, das sich mit der sozialen Bedeutung des Films auseinandersetzte. In verschiedenen Workshops und Rollenspielen setzten sich die Teilnehmer mit der folgenden Frage auseinander: Was sind die allgemein bekannten Filmbilder für Balkanländer? Das Buch umfasst Texte, die während der Debatten des Seminars entstanden sind.

Human Rights & Visual Culture:
Dieses E-Book ist die Fortführung des Seminars 'Menschenrechte und audiovisuelle Kultur', das im November 2006 in Ankara (Türkei) während des 11. Festival of European Films on Wheels stattfand. Der Event, an dem ca. 30 Jugendliche aus unterschiedlichen europäischen Ländern teilnahmen, wurde von NISI MASA und NISI MASA Türkei organisiert.
Die Organisation produziert regelmäßig DVD-Kompilationen von europäischen Kurzfilmen, die während der Workshops entstehen oder aber das Resultat der Gewinner des Drehbuchwettbewerbs sind.

## Mitgliedsvereine
- Bulgarien: Seven
- Deutschland: Münchner Filmwerkstatt
- Finnland: Euphoria Borealis
- Frankreich: NISI MASA France
- Italien: Franti NISI MASA Italia
- Kosovo: 7arte
- Kroatien: Palunko
- Kroatien: Kino Klub Zagreb
- Mazedonien: NISI MASA Macedonia
- Niederlande: NISI MASA Netherlands
- Österreich: kino5
- Rumänien: Argo Audiovisual Association
- Russland: Moviement
- Schweden: NISI MINI
- Spanien: CINESTESIAS
- Tschechien: Fresh Film Fest
- Türkei: NISI MASA Turkey
- Ungarn: Cras tibi